# Стівен Юніверс
«Сті́вен Ю́ніверс» (англ. Steven Universe) — американський мультсеріал, створений Ребеккою Шугар, відомою за роботою над «Час пригод з Фінном і Джейком», для телеканалу Cartoon Network.
Пілотний епізод вийшов 21 травня 2013, повноцінний показ почався 4 листопада 2013 року на каналі Cartoon Network в США. У квітні 2015 серіал було продовжено на останній, п'ятий сезон.

## Сюжет
Події в основному відбуваються у вигаданому Пляжному місті (англ. Beach City) та околицях на східному узбережжі США. Команда інопланетянок та інопланетян під назвою Кристальні Самоцвіти (англ. Crystal Gems), здатних зливатися в єдину істоту, захищає світ від різноманітних загроз. Вона складається з жінок Гранат, Аметист, Перлини та хлопчика Стівена. Стівен, який є наполовину Самоцвітом, намагається розкрити секрет використання власних надприродних сил, допомагаючи подругам рятувати світ.

### Перший сезон
Впродовж першого сезону Стівен вчиться керувати силою свого самоцвіту та дізнається історію команди. Зокрема він розкриває, що Кристальні Самоцвіти свого часу повстали проти решти Самоцвітів, які хотіли використати Землю для вирощення нових представників свого виду, а отже позбавити планету життєвої сили. Зустрінуті чудовиська виявляються пошкодженими Самоцвітами, яких Гранат з друзями намагається зловити й вилікувати. В цьому ж сезоні з'являється головна антагоністка — Перідот (англ. Peridot), а згодом Яшма (англ. Jasper), намірені перемогти захисниць Землі та активувати залишені технології своєї цивілізації задля продовження колонізації.
Тим часом Стівен знайомиться з дівчинкою Коні та намагається справити на неї хороше враження.

### Другий сезон
Стівен дізнається більше про значення стосунків з друзями та родичами, розвиваючи свої здібності. Коні, познайомившись ближче із Самоцвітами, вчиться боротися з чудовиськами, які продовжують з'являтися в Пляжному місті.
Перидот в ході своїх експериментів створює насильні злиття пошкоджених Самоцвітів, які загрожують знищити планету. Кристальні Самоцвіти беруться завадити їй, Стівен переконує злиття, що вони можуть жити в мирі, і ті закриваються у сфері під назвою Кластер. Перідот надсилає сигнал Жовтому Діаманту, одній з правительок Самоцвітів, в надії отримати допомогу, але зазнає невдачі. Врешті вона звертається за допомогою до Стівена, аби той допоміг полагодити телепорт і повернутися до Хатнього Світу (рідної планети Самоцвітів), однак той не може нічого вдіяти. Гранат розповідає про повстання Кристальних Самоцвітів, яку саме роль в ньому зіграла Роза Кварц — мати Стівена, і суворі порядки в суспільстві Самоцвітів.
Перідот береться відновити плани колонізації Землі, та образивши Жовтий Діамант, стає вигнанкою. Вона вирішує приєднатися до Кристальних Самоцвітів.

### Третій сезон
Самоцвіти зі Стівеном переживають різні буденні пригоди. Хлопчик виявляє, що розвинув здатність відновлювати розбиті предмети, і намагається відновити пошкоджені Самоцвіти. Йому вдається відновити капітана корабля, що колонізував Землю, і дізнатися від нього про якийсь злочин Діамантів — трьох правительок Самоцвітів. Стівен та Кристальні Самоцвіти знову стикаються з Яшмою, після чого вирушають на місячну базу Самоцвітів. Там Стівен дізнається, як його мати знищила Рожевий Діамант, що стає підставою бійки з Самоцвітом Айболом. Він опиняється в космосі, де його рятують подруги.

### Четвертий сезон
Проблему пошкоджених самоцвітів вирішено, але Синій Діамант викрадає батька Стівена. Хлопчик разом з Кристальними Самоцвітами вирушає на захопленому раніше кораблі навздогін. Батько виявляється в зоопарку, де Самоцвіти тримають викрадених людей. Під виглядом нового утриманця Стівен проникає туди й визволяє батька, заразом дізнавшись про суворий кастовий устрій Самоцвітів, де злиття Самоцвітів з різних каст заборонене. Невдовзі прибуває Аквамарин, що викрадає людей з Пляжного міста. Стівен погоджується, аби та відправила його на рідну планету Самоцвітів, але відпустила полонених.

### П'ятий сезон
На кораблі виявляється хлопець Ларс, який допомагає Стівену втекти з в'язниці. Вони приєднуються до самоцвітів-піратів «Безколірних», Ларс стає їх капітаном, а Стівен повертається на Землю. Друзі побоюються, що між самоцвітами тепер почнеться війна. Стівен і Коні відкривають, що можуть телепортуватися до Ларса, і допомагають йому, злившись у Стівоні. В ході бою вони потрапляють на планету-колонію самоцвітів. Стівен довідується про тиранію Рожевого Діаманта, після чого його та Коні забирає додому Ларс.
Стівен дізнається, що Рожевий Діамант насправді не загинула, а після життя на Землі повстала проти тиранії Діамантів та перетворилася на Розу Кварц. Блакитний і Жовтий Діаманти прибувають на Землю за Кластером, аби знищити з його допомогою Землю. Проте Кластер замість цього атакує Діаманти. Стівен розповідає прибулицям, що Роза Кварц не була вбита і він — дитина Рожевого Діаманта. Дізнавшись це, Діаманти беруть Стівена, Коні та Кристальних Самоцвітів на свою планету, аби той розповів усе Білому Діаманту.
Спочатку всі його приймають як Рожевого Діаманта та влаштовують бал. Під час танцю Стівен і Коні випадково зливаються в Стівоні, що обурює Діамантів і ті кидають їх до в'язниці, а Кристальних Самоцвітів заточують у сфері. Але Стівен і Коні переконують Синій Діамант відпустити їх та звільняють Кристальних Самоцвітів. Білий Діамант стає на заваді, намагаючись підкорити бунтівні Самоцвіти своїй волі. Тоді Стівен, Перлина, Аметист і Гранат всі разом зливаються в Обсидіан і дають бій Білому Діаманту. Зазнавши поразки, Білий Діамант визнає в Стівені його самого і розуміє, що повинна приймати інших якими вони є, замість насильно змінювати. Друзі повертаються на Землю, щоб вилікувати розбиті Самоцвіти, які ще лишилися там.

## Основні дійові особи
- Стівен Кварц Юніверс (англ. Steven Quartz Universe) — хлопчик, син Рози Кварц (англ. Rose Quartz), засновниці Кристальних Самоцвітів (що очолила повстання з метою відвернути спустошення Землі), яка віддала свою фізичну форму в обмін на життя Стівена та музиканта Ґреґа Юніверса (англ. Greg Universe). Порівняно огрядний та кучерявий, він часто несерйозний і невпевнений в собі. Завдяки тому, що є напівлюдиною, здатний зливатися з людьми (але не навчився робити цього з Самоцвітами) і невразливий до зброї, спрямованої проти Самоцвітів. Є наймолодшим членом Кристальних Самоцвітів, тому поки навчився лише прикликати щит і непробивну оболонку. Його самоцвіт рожевий і міститься на животі.
- Гранат (англ. Garnet) — лідерка групи, зазвичай небагатослівна та спокійна, незважаючи на обставини. Найвища з усієї команди та має шкіру гранатового кольору. Озброєна парою рукавиць, а її самоцвіти розташовані на долонях. Гранат є злиттям самоцвітів Сапфір і Рубін, що кохають одна одну і тому здатні до постійного злиття, та має третє око, зазвичай сховане під сонцезахисними окулярами.
- Аметист (англ. Amethyst) — створена на Землі, наймолодша із Самоцвітів, тому безтурботна й галаслива. Має бузкову шкіру. Озброєна батогом та вирізняється великою фізичною силою. Її самоцвіт розташований в області декольте.
- Перлина (англ. Pearl) — найбільш інтелектуальна учасниця групи, що вирізняється знаннями в багатьох сферах. Її тіло струнке й гнучке та нічим не відрізняється від людського, за винятком самоцвіта на лобі. Озброєна списом, а за допомогою самоцвіта здатна проєктувати різноманітні образи, часом мимовільно. Належить до службової раси серед Самоцвітів, присвятила своє життя Розі Кварц, яку кохала і кохає після її загибелі. Зокрема, й через почуття до Рози турбується про її сина Стівена.
- Перідот (англ. Peridot) — учена-технік Самоцвітів, яка в першому та другому сезонах є головною антагоністкою, прагнучи перетворити Землю на колонію Самоцвітів. Має зелений колір, її самоцвіт трикутний, розташований на лобі. Наділена розсудливістю і логічним мисленням, однак має слабке уявлення про сучасну людську культуру. На відміну від молодших Самоцвітів, Перидот позбавлена багатьох здібностей, як зміна форми чи прикликання зброї, позаяк створювалася в часи, коли Самоцвітам бракувало ресурсів. Посварившись з правителем Жовтим Алмазом, стає на бік Кристальних Самоцвітів.
- Коні Махішваран (англ. Connie Maheswaran) — подруга Стівена, темношкіра худа дівчинка індійського походження, що вирізняється розумом і начитаністю. На початку невпевнена і замкнута, в ході спілкування зі Стівеном і Самоцвітами набуває впевненості та відваги. Від Стівена отримала меч його матері, яким бореться з чудовиськами, та навчилася зливатися з ним у єдину істоту Стівоні.

## Епізоди
| Сезон  | Епізоди | Епізоди | Оригінальний показ | Оригінальний показ |
| Сезон  | Епізоди | Епізоди | Перший показ       | Останній показ     |
| ------ | ------- | ------- | ------------------ | ------------------ |
| Pilot  | Pilot   | Pilot   | 21 травня 2013     | 21 травня 2013     |
| 1      | 53      | 53      | 4 листопада 2013   | 16 квітня 2015     |
| 2      | 25      | 25      | 13 березня 2015    | 8 січня 2016       |
| 3      | 25      | 25      | 12 травня 2016     | 10 серпня 2016     |
| 4      | 25      | 25      | 11 серпня 2016     | 11 травня 2017     |
| 5      | 32      | 32      | 29 травня 2017     | 21 січня 2019      |
| Film   | Film    | Film    | 2 вересня 2019     | 2 вересня 2019     |
| Future | TBA     | TBA     | 7 грудня 2019      | TBA                |

## Історія створення
Мультсеріал створено Ребеккою Шугар, яка також працювала над серіалом «Час Пригод з Фінном і Джейком». При створенні образу Стівена Шугар використовувала деякі риси свого молодшого брата, Стівена Шугар, котрий також долучився до створення як художник. За словами авторки, вона хотіла створити історію, оповідь якої відбувалася б з точки зору її молодшого брата, якому всі приділяли максимум уваги. Але він бажав подорослішати, а не лишатися вічним «молодшим братом». Місцем дії серіалу є вигадане Пляжне Місто, подібне на прибережні міста, де Шугар бувала дитиною, такі як Рехобот-Біч та Бетані Біч.
Шугар почала створення серіалу ще під час роботи над «Часом Пригод», але не змогла працювати одночасно над обома мультсеріалами. Її останнім епізодом «Часу пригод» став «Самон і Марсі».
За словами авторки, джерелами натхнення послугували аніме «Хлопчик з майбутнього Конан», «Юна революціонерка Утена» та «Сімпсони». В липні 2016 року на San Diego Comic-Con International Шугар повідомила, що ЛГБТ-теми у «Стівен Юніверс» значною мірою були засновані на її власному досвіді бісексуальності.

## Оцінки й відгуки
Серіал отримав загальне схвалення критиків, зібравши 100% позитивних відгуків на Rotten Tomatoes.
Згідно Popmatters, «Стівен Юніверс» продовжує тенденцію анімаційних серіалів 2010-х років поєднувати риси оповідей як для дітей, так і дорослих, не орієнтуючись на людей певної статі. У ньому, як і в «Часі пригод», «Аватарі» та інших популярних серіалах, на зміну центральному чоловічому персонажу приходить чоловічий персонаж, підтримуваний кількома жіночими. В ньому прослідковується відхід від спрощування світу до Добра і Зла, натомість більше уваги приділяється особистісним підґрунтям тих чи інших вчинків та пошукам розв'язання проблем, звертаючись до цих підґрунть.
Неодноразово було позитивно відзначено зображення в серіалі дружніх і романтичних стосунків між особами різних та однакових статей, альтернативних сімейних стосунків, а також асексуальності. Водночас деякі критики вбачали в злитті персонажок та персонажів метафору сексу (в тому числі дитячого, хоча й варто відмітити, що творці серіалу пояснювали злиття як метафору різного роду стосунків, у тому числі асексуальних), а в кастовому суспільстві Самоцвітів — метафору гніту й переслідувань ЛГБТ-спільноти. Низка ресурсів охарактеризувала «Стівена Юніверса» як серіал, який знецінює стать. Так, у «The Heritage Foundation» зауважили, що серіал «вчить дітей, що статі не існує і чоловіки можуть бути жінками, а жінки чоловіками». Серіал також критикувався за історичний ревізіонізм, приписування представникам меншин вигаданих заслуг. Наприклад, винайдення електричної лампи там приписано замість Томаса Едісона Льюїсу Говарду Латімеру.
У відгуку Polygon підсумовувалося: «Всі ці любові — разом з численними різними людськими стосунками та сім'ями, які ми бачимо в пляжному містечку серіалу — трактуються як повноправні, прекрасні та гідні шанування». «Всі ці персонажі не просто борються за щось, вони борються за право кожного жити — і знайти щастя. Через те, що сьогодні у світі вирує стільки ненависті, діти потребують цих повідомлень, щоб навчитися співчуттю. Доросла аудиторія також може винести урок» — підсумовувалося IGN.
Згідно з Common Sense Media, «Батьки повинні знати, що „Стівен Юніверс“ — це один з тих анімаційних серіалів на кшталт „Часу пригод“, який більше стосується передпідлітків та підлітків, ніж маленьких дітей. Його ультраретро, стилізований дизайн та вигадливі сюжети сподобаються підліткам, яким до вподоби більш неординарні пропозиції від Cartoon Network. Водночас там існує по-справжньому симпатичний товариський дух і безліч сильних жіночих персонажів, особливо когорта Стівена „Самоцвіти“, — обидва приносять користь Стівену, коли він зростає і у своїх силах, і як хлопчик. Ви побачите велику кількість боїв, пожвавлених потужною зброєю Самоцвітів, та безкровні смерті деяких істот, але декотрі проблеми вирішуються словами, а не насильством».
У 2015 році Ребекка Шугар була номінована за «Стівен Юніверс» на Меморіальну премію Джеймса Тіптрі-молодшого. Серіал було двічі номіновано на премію «Еммі» та один раз на «Енні».

## Скандали
Спільнота фанатів серіалу зажила поганої репутації як агресивна до всіх, хто, на її думку, виступають проти гомофобії та бодіпозитиву чи іншим чином незгідні з популярною там думкою. В 2015 році тиск спільноти спонукав 20-річну фан-художницю Пейдж Паз під нікнеймом Zamii070 вчинити самогубство. Приводом для цькування Zamii став її малюнок на сайті Tumblr, де була зображена Роуз Кварц, яку багато фанатів «Стівена Юніверса» оцінили як «надто худу». У 2016 хвилі переслідувань у Twitter зазнала художниця Лорен Зук за зображення непопулярної пари персонажів.